# Ржищівська вулиця (Київ)
Ржи́щівська ву́лиця — вулиця в Печерському районі міста Києва, місцевість Звіринець. Пролягає від Звіринецької вулиці до Садово-Ботанічної вулиці.

## Історія
Ржищівська вулиця виникла у середині XX століття. Сучасна назва на честь міста Ржищів у Київській області — з 1955 року.